# 한림초등학교 (제주)
한림초등학교는 대한민국 제주특별자치도 제주시 한림읍 한림리에 있는 공립 초등학교이다.

## 학교 연혁
- 1914년 9월 1일 보명의숙 개설 (동명리 2177번지)
- 1921년 5월 6일 사립구우보통학교로 개칭
- 1923년 9월 1일 구우공립보통학교(4년제 3학급) 개교
- 1934년 7월 20일 현 위치로 교사 이전
- 1935년 4월 25일 한림공립보통학교로 개칭
- 1938년 4월 1일 한림서공립심상소학교(6년제) 개칭
- 1941년 4월 1일 한림서공립국민학교 개칭
- 1950년 4월 1일 한림국민학교로 개칭
- 1974년 3월 1일 특수학급 설치 인가
- 1982년 3월 1일 비양분교장 편입
- 1993년 3월 1일 명월국민학교 폐교(본교 학생 한림교 수용)
- 1994년 4월 24일 급식소 개소식
- 1996년 3월 1일 한림초등학교로 개칭[2]
- 2003년 3월 1일 영재학급 설치 인가
- 2004년 2월 16일 학교도서관 및 4개 교실 증축
- 2004년 2월 23일 학교 급식 시설 현대화사업
- 2005년 11월 3일 교육인적자원부지정 방과후학교 정책연구학교 운영보고회
- 2007년 8월 20일 보건실, 방송실 현대화사업 및 운동장 배수로 공사
- 2008년 12월 31일 장애인 편의시설(엘리베이터) 설치
- 2009년 10월 31일 운동장 천연잔디 및 우레탄 트랙 조성
- 2009년 11월 6일 제주특별자치도교육청지정 영재교육시범연구학교 운영보고회
- 2011년 3월 1일 교육복지우선시범사업 지정 운영
- 2013년 3월 1일 교육부요청 도교육청지정 연구학교(2013년 3월 1일~2015년 2월 28일)
- 2016년 2월 13일 통일부요청 도교육청지정 연구학교(2016년 3월 1일~2017년 2월 28일)
- 2019년 9월 1일 제27대 고범석 교장선생님 부임
- 2020년 3월 1일 제주특별자치도교육청지정 기초학력 시범 연구학교(2020년 3월 1일~2022년 2월 28일)
- 2021년 12월 31일 공간혁신사업 외부 놀이공간 조성
- 2022년 1월 6일 제97회 졸업(90명, 총 15,844명 졸업)
- 2022년 3월 1일 21학급 편성(특수학급 2학급 포함)

## 학교 상징
- 교화 - 영산홍(청렴, 굳은 의지) : 꿈과 희망을 실현하는 어린이
- 교목 - 향나무(곧은 기상, 고결한 품성) : 단정한 몸가짐으로 바르게 자라나는 어린이

## 참고 자료
- 한림초등학교 - 한국교육학술정보원 학교알리미